# Gehandicaptensport

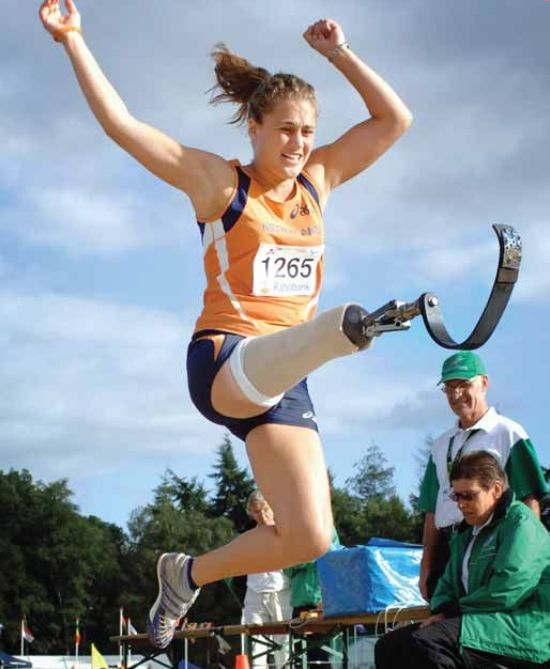
Verspringster Annette Roozen bij het WK Atletiek 2006 in Assen

Gehandicaptensport – in Vlaanderen ook G-sport genoemd – is sport voor personen met een handicap.

## Algemeen
Gehandicaptensport heeft een breed karakter en is van toepassing op elke vorm van handicap bij personen met een visuele en/of auditieve, motorische of verstandelijke beperking. Gehandicaptensport wordt ook op topniveau beoefend. Een voorbeeld hiervan zijn de Paralympische Spelen, die telkens worden georganiseerd na de Olympische Zomer- en Winterspelen. Voor personen met een verstandelijke beperking worden de Special Olympics georganiseerd.
Voor de meeste gehandicaptensporten worden er nationale, Europese en wereldkampioenschappen georganiseerd. Sinds 2005 worden zij meestal organisatorisch geïntegreerd bij de valide sportbonden in Europa. Voorbeeld hiervan is de wielersport, die reeds alle aangepaste sporten hebben opgenomen onder de UCI. Het traject Organisatorische Integratie is een gevolg van een aanbeveling van de Europese commissie voor gelijke kansen.
Gehandicaptensport kan op verschillende manieren gebeuren. Dit kan zowel inclusief als exclusief. Bij de inclusieve vorm van G-sport sporten zowel mensen met een beperking als mensen zonder beperking samen. Bij de exclusieve G-sport is het sportaanbod enkel geldig voor personen met een beperking, dit hoeft niet om dezelfde beperking te gaan.
De organisatie van de sportclubs voor personen met een beperking kan verschillen. Een reguliere club kan een specifieke afdeling hebben voor personen met een beperking. Dit wordt de G-werking of G-afdeling genoemd. Het kan ook zijn dat een club zich enkel richt tot personen met een beperking, waardoor het dan een G-club wordt genoemd.

## Historie
Georganiseerde sport voor atleten met een handicap is over het algemeen onderverdeeld in drie grote groepen:te weten sporters met gehoorsbeperkingen, sporters met lichamelijke beperkingen en sporters met verstandelijke beperkingen. Elke groep heeft een aparte ontstaansgeschiedenis, organisatie, competitie-programma en benadering van de sport.

### Historie sportontwikkeling voor sporters met gehoorsbeperkingen
Formele internationale competitie bij sporten voor sporters met een gehoorsbeperking begon met de 1924 Paris Silent Games, georganiseerd door het Comité International des Sports des Sourds, CISS (Het Internationale Comité van Sport voor Doven). Deze spelen zijn uitgegroeid tot de moderne Deaflympics, georganiseerd door de CISS.

### Historie sportontwikkeling voor sporters met lichamelijke beperkingen
De georganiseerde sport voor sporters met een lichamelijke beperking zijn na de Tweede Wereldoorlog vanuit revalidatiecentra over de hele wereld ontwikkeld, als antwoord op de behoeften van de grote aantallen gewonde ex-militairen en burgers. Sporten werd geïntroduceerd als een belangrijk onderdeel van het revalidatieprogramma. Deze Sporten als revalidatie groeide uit tot recreatieve sport en vervolgens door tot wedstrijdsport. een van de pioniers van deze benadering was Sir Ludwig Guttmann van het Stoke Mandeville ziekenhuis in Engeland. In 1948, terwijl de Olympische Spelen werden gehouden in Londen, organiseerde hij een sportieve wedstrijd voor sporters met een rolstoel in Stoke Mandeville. De Stoke Mandeville Games, wat de basis legde voor de Paralympische Spelen.
In Nederland is sinds 1955 een mogelijkheid voor minder valide sporters te sporten in groepsverband. In Eindhoven werd toen EGS opgericht, de Eindhovense Gehandicapten Sportvereniging. Deze club kreeg al snel navolging in andere delen van het land.

### Historie sportontwikkeling voor sporters met verstandelijke beperkingen
Georganiseerde sport voor mensen met een verstandelijke beperking kwam tot ontwikkeling in de jaren 1960 een van een reeks van zomerkampen georganiseerd door Eunice Kennedy Shriver, te beginnen in 1962. In 1968 werd in Chicago de eerste internationale Special Olympics gehouden. Vandaag de dag, verzorgt de Special Olympics organisatie opleidingen en de competitie in een verscheidenheid aan sporten voor mensen met een verstandelijke beperking .
In 1986 werd de International Sports Federation voor personen met een verstandelijke handicap (INAS-FID) opgericht om sporters met een verstandelijke beperking te ondersteunen. Dit werd opgericht in tegenstelling tot de meer op participatie gerichte, "sport voor allen" benadering van de Special Olympics. Een tijd lang konden de sporters met een verstandelijke beperking aan de Paralympische Spelen meedoen. Na een schandaal op de Paralympische Zomerspelen van 2000, waar een aantal van de sporters helemaal niet verstandelijk beperkt bleken te zijn. Werden na deze spelen mensen met een verstandelijke beperking geweerd van de Paralympische Spelen. In de toekomst zal dit waarschijnlijk weer gaan veranderen.

## Internationale wedstrijden in Nederland en België
De onderstaande lijst is nog niet volledig
| Jaar | Evenement                             | Sport               | Locatie     |
| ---- | ------------------------------------- | ------------------- | ----------- |
| 2023 | Europese kampioenschappen parasporten | Multisportevenement | Rotterdam   |
| 2012 | EK                                    | Atletiek            | Stadskanaal |
| 2011 | WK                                    | CP-voetbal          | Drenthe     |
| 2010 | Open EK                               | Atletiek            | Stadskanaal |
| 2010 | WK                                    | Zwemmen             | Eindhoven   |
| 2009 | EK                                    | Triatlon            | Holten      |
| 2006 | WK                                    | Atletiek            | Assen       |
| 2006 | WK                                    | Rolstoelbasketbal   | Amsterdam   |
| 2006 | WK                                    | Mennen              | Hellendoorn |
| 2003 | EK                                    | Atletiek            | Assen       |
| 2002 | WK                                    | Zeilen              | Medemblik   |
| 2002 | EK                                    | Rolstoelbasketbal   | Amsterdam   |
| 1999 | EK                                    | Rolstoelbasketbal   | Roermond    |
| 1994 | WK                                    | Voetbal-ID          | Hoogeveen   |
| 1980 | Paralympische Zomerspelen             | Multisportevenement | Arnhem      |
| 1975 | WK                                    | Rolstoelbasketbal   | Brugge      |
| 1959 | Deaflympische Spelen                  | Multisportevenement | Brussel     |
| 1928 | Deaflympische Spelen                  | Multisportevenement | Amsterdam   |